# Llista d'aeroports de Grècia
Aquesta llista d'aeroports de Grècia inclou una relació d'aeroports en territori de Grècia agrupats per tipus i ordenats per situació. Els identificadors ICAO en aquesta llista enllacen cap a la pàgina de cada aeroport a l'Autoritat d'Aviació Civil Hel·lènica.
| Ciutat o Illa                | Perifèria                   | Codi ICAO                                  | Codi IATA | Nom de l'aeroport                                                     |
| ---------------------------- | --------------------------- | ------------------------------------------ | --------- | --------------------------------------------------------------------- |
| Aeroports internacionals     | ÿ                           | ÿ                                          | ÿ         | ÿ                                                                     |
| Alexandrúpoli                | Macedònia Oriental i Tràcia | LGAL Arxivat 2012-07-16 a Wayback Machine. | AXD       | aeroport d'Alexandrúpoli "Dimokritos/Democritus"                      |
| Atenes / Spata               | Àtica                       | LGAV                                       | ATH       | Aeroport Internacional Elevthérios Venizelos                          |
| Khanià                       | Creta                       | LGSA                                       | CHQ       | aeroport Ioannis Daskalogiannis                                       |
| Illa de Corfú                | Illes Jòniques              | LGKR Arxivat 2009-04-15 a Wayback Machine. | CFU       | aeroport de Corfú Ioannis Kapodistrias                                |
| Iràklio                      | Creta                       | LGIR                                       | HER       | aeroport d'Iràklio Nikos Kazantzakis                                  |
| Calamata                     | Peloponés                   | LGKL                                       | KLX       | aeroport de Calamata "Captain Vassilis Constantakopoulos"             |
| Kavala / Chrysoupoli         | Macedònia Oriental i Tràcia | LGKV Arxivat 2007-01-13 a Wayback Machine. | KVA       | aeroport de Kavala "Megas Alexandros"                                 |
| Cefalònia                    | Illes Jòniques              | LGKF Arxivat 2012-11-16 a Wayback Machine. | EFL       | aeroport de Cefalònia "Odysseas/Ulisse"                               |
| Cos                          | Egeu Meridional             | LGKO Arxivat 2012-11-16 a Wayback Machine. | KGS       | aeroport de Kos "Ippokratis/Hippocrates"                              |
| Lemnos                       | Egeu Septentrional          | LGLM Arxivat 2012-10-15 a Wayback Machine. | LXS       | aeroport de Lemnos "Hephaestos"                                       |
| Mitilene, Lesbos             | Egeu Septentrional          | LGMT Arxivat 2008-03-29 a Wayback Machine. | MJT       | aeroport de Mitilene "Odysseas Elytis"                                |
| Rodes                        | Egeu Meridional             | LGRP                                       | RHO       | aeroport de Rodes "Diagoras"                                          |
| Samos                        | Egeu Septentrional          | LGSM Arxivat 2008-03-27 a Wayback Machine. | SMI       | aeroport de Samos "Aristarchos of Samos"                              |
| Salònica / Mikra             | Macedònia Central           | LGTS Arxivat 2014-04-20 a Wayback Machine. | SKG       | aeroport de Salònica "Makedonia/Macedonia"                            |
| Zacint                       | Illes Jòniques              | LGZA Arxivat 2007-05-20 a Wayback Machine. | ZTH       | aeroport de Zacint "Dionysios Solomos"                                |
| Aeroports nacionals          | ÿ                           | ÿ                                          | ÿ         | ÿ                                                                     |
| Astypalaia                   | Egeu Meridional             | LGPL Arxivat 2011-09-27 a Wayback Machine. | JTY       | aeroport d'Astypalaia "Panaghia"                                      |
| Quios                        | Egeu Septentrional          | LGHI Arxivat 2008-12-07 a Wayback Machine. | JKH       | aeroport de Quios "Omiros/Homer"                                      |
| Escíatos                     | Tessàlia                    | LGSK Arxivat 2011-06-06 a Wayback Machine. | JSI       | aeroport d'Escíatos Aléxandros Papadiamandis                          |
| Icària                       | Egeu Septentrional          | LGIK Arxivat 2012-07-16 a Wayback Machine. | JIK       | aeroport d'Icària "Icarus"                                            |
| Ioànnina                     | Epir                        | LGIO Arxivat 2010-02-11 a Wayback Machine. | IOA       | aeroport de Ioànnina "King Pyrrhus"                                   |
| Kalymnos                     | Egeu Meridional             | LGKY Arxivat 2008-12-10 a Wayback Machine. | JKL       | aeroport de Kalymnos "Pothaea"                                        |
| Karpathos                    | Egeu Meridional             | LGKP Arxivat 2012-08-14 a Wayback Machine. | AOK       | aeroport de Karpathos "Ammopi"                                        |
| Kastorià                     | Macedònia Occidental        | LGKA Arxivat 2012-07-16 a Wayback Machine. | KSO       | aeroport de Kastorià "Aristotelis/Aristoteles"                        |
| Kozani                       | Macedònia Occidental        | LGKZ Arxivat 2008-03-27 a Wayback Machine. | KZI       | aeroport de Kozani "Filippos"                                         |
| Kithira                      | Àtica                       | LGKC Arxivat 2013-07-27 a Wayback Machine. | KIT       | aeroport de Kithira "Eptanisos"                                       |
| Milos                        | Egeu Meridional             | LGML Arxivat 2012-09-28 a Wayback Machine. | MLO       | aeroport de Milos "Afrodite"                                          |
| Míkonos                      | Egeu Meridional             | LGMK Arxivat 2009-04-15 a Wayback Machine. | JMK       | aeroport de Míkonos "Delos"                                           |
| Illa de Naxos                | Egeu Meridional             | LGNX Arxivat 2012-09-09 a Wayback Machine. | JNX       | aeroport de Naxos "Apollon"                                           |
| Paros                        | Egeu Meridional             | LGPA Arxivat 2012-11-23 a Wayback Machine. | PAS       | aeroport de Paros "Artemis"                                           |
| Patres / Araxos              | Grècia Occidental           | LGRX Arxivat 2008-01-17 a Wayback Machine. | GPA       | aeroport d'Araxos "Agamemnon"                                         |
| Préveza, Lèucada             | Epir                        | LGPZ Arxivat 2012-11-16 a Wayback Machine. | PVK       | aeroport de Aktion National Airport (Lefkada Airport "Aktion")        |
| Santorini (Thira)            | Egeu Meridional             | LGSR                                       | JTR       | aeroport de Santorini "Zefyros"                                       |
| Skiros                       | Grècia Central              | LGSY Arxivat 2012-07-16 a Wayback Machine. | SKU       | aeroport de Skiros "Aegeo"                                            |
| Syros                        | Egeu Meridional             | LGSO Arxivat 2010-09-24 a Wayback Machine. | JSY       | aeroport de Syros "Demetrius Vikelas"                                 |
| Volos / Nea Anchialos        | Tessàlia                    | LGBL Arxivat 2009-02-26 a Wayback Machine. | VOL       | aeroport de Nea Anchialos (Volos Central Greece Airport)              |
| Altres aeroports d'ús públic | ÿ                           | ÿ                                          | ÿ         | ÿ                                                                     |
| Kasos (Kassos)               | Egeu Meridional             | LGKS Arxivat 2012-07-16 a Wayback Machine. | KSJ       | aeroport de Kassos "Agia Marina" (Kasos Municipal)                    |
| Kastelorizo (Megisti)        | Egeu Meridional             | LGKJ Arxivat 2007-06-08 a Wayback Machine. | KZS       | aeroport de Kastelorizo "Megisti"                                     |
| Leros                        | Egeu Meridional             | LGLE Arxivat 2012-06-26 a Wayback Machine. | LRS       | aeroport de Leros "Dodekanisos"                                       |
| Sitia                        | Creta                       | LGST Arxivat 2012-11-16 a Wayback Machine. | JSH       | aeroport de Sitia "Vitsentzos Kornaros" (Sitia Municipal)             |
| Aeroports militars           | ÿ                           | ÿ                                          | ÿ         | ÿ                                                                     |
| Agrinio                      | Grècia Occidental           | LGAG                                       | AGQ       | aeroport d'Agrinio (actualment militar)                               |
| Alexandreia                  | Macedònia Central           | LGAX                                       |           | aeroport d'Alexandreia                                                |
| Làrissa                      | Tessàlia                    | LGLR                                       | LRA       | aeroport de Làrissa "Thessaly" (públic fins 1997, actualment militar) |
| Marató (Marathonas)          | Àtica                       | LGKN                                       |           | aeroport de Kotroni                                                   |
| Rodes                        | Egeu Meridional             | LGRD                                       |           | aeroport de Rodes Maritsa (públic fins 1977, actualment militar)      |
| Esparta                      | Peloponès                   | LGSP                                       | SPJ       | Aeroport d'Esparta                                                    |
| Tanagra                      | Grècia Central              | LGTA                                       | TGR       | aeroport de Tanagra                                                   |
| Trípoli                      | Peloponès                   | LGTP                                       |           | aeroport de Trípoli                                                   |
| Aeroporta ja tancats         | ÿ                           | ÿ                                          | ÿ         | ÿ                                                                     |
| Atenes                       | Àtica                       | LGAT                                       | ATH       | Aeroport Internacional d'El·linikó (tancat 2001)                      |
| Calamata                     | Peloponés                   | ???                                        | ???       | aeroport Triodos (tancat 1970)                                        |
| Porto Cheli                  | Peloponès                   | LGHL                                       | PKH       | aeroport de Porto Cheli (tancat 2008)                                 |